# Hoplistomerus nobilis
Hoplistomerus nobilis là một loài ruồi trong họ Asilidae. Hoplistomerus nobilis được Loew miêu tả năm 1858. Loài này phân bố ở vùng nhiệt đới châu Phi.